# Відносини Гренландія — Європейський Союз
Гренландія, автономне утворення у складі Королівства Данія (до якої входять також країни Данії та Фарерських островів), є однією із заморських країн та територій країн ЄС, приєднаних до Європейського Союзу. Гренландія отримує фінансування від ЄС для сталого розвитку та підписала угоди про посилення співпраці з ЄС.
Асоційовані відносини з ЄС також означають, що всі громадяни Королівства Данія, які проживають у Гренландії (громадяни Гренландії), є громадянами ЄС. Це дозволяє гренландцям вільно пересуватися та проживати в межах ЄС.
Гренландія приєдналася до тодішнього Європейського Співтовариства в 1973 р. Як графство разом із Данією, але після здобуття автономії в 1979 р. із запровадженням внутрішнього самоврядування в межах Королівства Данія, Гренландія проголосувала за вихід у 1982 р., щоб стати ОКТ. Основною причиною виїзду є розбіжності щодо Спільної рибної політики та відновлення контролю над гренландськими рибними ресурсами, щоб згодом залишатися поза водами ЄС.

## Торгівля
У 2010 р. експорт Гренландії до ЄС склав 331 млн. Євро (92,7% частки від загального обсягу експорту Гренландії), а імпорт Гренландії з ЄС оцінювався в 614 млн. Євро (68,9% всього імпорту Гренландії). Експорт до ЄС здійснювався переважно продуктами харчування та живими тваринами (89%). Імпорт з ЄС включав мінеральне паливо, мастила (та супутні товари), машини та транспортне обладнання (разом 47%). ЄС є головним торговим партнером Гренландії. Однак Гренландія є 103-м найбільшим торговим партнером ЄС.
У 2009 році заборона ЄС на продукцію з тюленів запровадила заборону на ввезення хутра тюленів на підставі жорстокого поводження з тваринами, але зробила винятки для інуїтських громад в Гренландії та Канаді з метою захисту способу життя корінного населення. Заборона дозволяє лише дрібномасштабне полювання з метою контролю за популяцією та місцевого обігу - продукція не має права потрапляти до ЄС. Заборона розлютила ті громади за Полярним колом, які залежать від продажу великомасштабного полювання на тюленів.  [недоступне посилання з 01.08.2019] Експорт тюльпанів у Гренландії за кілька років скоротився на 90% - з 60 мільйонів данських крон до 6 мільйонів данських крон на рік з 2006 року. 

## Статус ОКТ
Гренландія є однією із заморських країн та територій (ОСТ) ЄС завдяки своїм політичним стосункам з Данією. Як результат, Гренландія має певну інтеграцію з внутрішнім ринком ЄС за допомогою угод про асоціацію. Це також входить до загального зовнішнього тарифу ЄС, але вони можуть стягувати митні збори недискримінаційно. Громадяни Гренландії мають громадянство ЄС.  Громадяни ОСТ можуть отримати право голосувати за участь у виборах до Європейського парламенту та брати участь у них за умови, визначених відповідними державами-членами відповідно до законодавства Співтовариства. 
До 2006 р. Усі кошти ЄС до Гренландії (тоді 42,8 млн. Євро на рік) надходили через угоду про риболовлю між ЄС та Гренландією. У період між 2007 та 2013 роками ЄС забезпечував 25 млн. Євро на рік поза риболовлею.  Їй була надана допомога з моменту виходу з ЄС (див. Нижче) в 1985 році приблизно на ту саму суму, яку вона раніше отримувала у структурних фондах ЄС (яку вона втратила право отримувати через відокремлення). Це становило близько 7% бюджету Гренландії. Сума, сплачена в рамках угоди про риболовлю, була взамін суден ЄС, які ловлять рибу у водах Гренландії, та сприяла реструктуризації риболовного флоту Гренландії. Однак ця угода була розірвана Європейським рахунковим судом, який вважав, що сума, яку ЄС платить, була занадто великою за кількість виловленої риби. 

## OCTA
Гренландія приєдналася до Асоціації заморських країн та територій Європейського Союзу. Він був заснований 17 листопада 2000 року під час конференції прем'єр-міністрів закордонних країн та територій у Брюсселі, Бельгія. Він включає майже всі спеціальні території-члени Європейського Союзу, метою яких є поліпшення економічного розвитку в заморських країнах та територіях та співпраця з Європейським Союзом. На даний момент в ньому 22 члени.   25 червня 2008 року в Брюсселі було підписано Договір про співпрацю між ЄС та OCTA. 
У 2012 році Гренландія та прем'єр-міністр Гренландії Куупік Клейст очолювали організацію.

## Партнерство між ЄС та Гренландією
Гренландія має право на фінансування ЄС. У період з 2007 по 2013 рік ЄС виділив приблизно 190 мільйонів євро, а в період з 2014 по 2020 рік на сталий розвиток заплановано 217,8 мільйона євро з акцентом на освіту.  У 2015 році спільну декларацію про тісніші відносини між ЄС та Гренландією підписали Данія, Гренландія та ЄС. 
У березні 2015 року президент Комісії ЄС, прем'єр-міністр Данії та прем'єр-міністр Гренландії підписали "парасольковий" рамковий документ, що окреслює відносини між ЄС та Гренландією, "Спільну декларацію про відносини між Європейським Союзом, з одного боку, і уряд Гренландії та уряд Данії, з іншого боку ". Цим документом ЄС підтверджує свої тривалі зв'язки з Гренландією та підтверджує геостратегічне значення Гренландії для ЄС. 
Дебати щодо Brexit знову завели розмови про ЄС у Гренландії, і були заклики до острова приєднатися до Союзу. 

## За межами ЄС
Спочатку Гренландія приєдналася до тодішнього Європейського співтовариства з Данією в 1973 році. На той час Гренландія не мала автономії від Данії, яку вона отримала в 1979 році. Гренландія досягла певного особливого режиму, такого як обмеження бізнесу для нерезидентів та рибальство.  Гренландія отримала право на одного члена Європейського парламенту на парламентських виборах 1979 року.
Гренландія виїхала в 1985 році після референдуму в 1982 році, коли 53% проголосували за вихід через суперечку про права на риболовлю.  Гренландський договір офіційно оформив їх вихід.
Були певні припущення щодо того, чи може Гренландія розглянути можливість приєднання до Європейського Союзу, хоча це здається малоймовірним, що відбудеться найближчим часом. 4 січня 2007 року данська щоденна газета " Jyllands-Posten" цитувала слова колишнього данського міністра Гренландії Тома Хойема, який сказав: "Я не здивуюся, якщо Гренландія знову стане членом ЄС... ЄС потребує арктичного вікна, і Гренландія не може сама керувати гігантськими арктичними можливостями ".  Дискусія відновилася  у світлі ісландської фінансової кризи 2008–2011 років. Спільна рибогосподарська політика ЄС є важливою причиною того, чому Гренландія, Норвегія та Ісландія залишаються поза межами ЄС. Була надія, що ісландські переговори про членство в ЄС 2011–2013 рр. Можуть створити виняток із політики, але переговори так далеко не дійшли. "Гігантські можливості Арктики" стосуються таких природних ресурсів, як гірничодобувна промисловість. Тут є дуже велике родовище заліза - Ісуа Залізний рудник. Гренландія не може фінансувати великі витрати на її розробку і не має такого досвіду, тому вона уклала контракт із іноземною компанією, яка не почала її розробляти через низькі ціни на залізо.

## Подальше читання
- Крістіан Ребхан. 2016 рік. Північноатлантичний євроскептицизм: відмова від членства в ЄС на Фарерських островах та Гренландії. Фарерська університетська преса.
- Ульрік Прам Гад. 2016 рік. Політика національної ідентичности та Ігри за постколоніальний суверенітет: Гренландія, Данія та Європейський Союз [Архівовано 16 квітня 2021 у Wayback Machine.]. Музей преси тускулану.